# Rosch-haNikra-Seilbahn
| Rosch-haNikra-Seilbahn - רכבל ראש הנקרה | Rosch-haNikra-Seilbahn - רכבל ראש הנקרה |
| --------------------------------------- | --------------------------------------- |
| Rosch-haNikra-Seilbahn                  |                                         |
| Standort:                               | Rosch-haNikra, Israel                   |
| Bauart:                                 | Einseil-Pendelbahn                      |
| Baujahr:                                | 1987                                    |
| Talstation:                             | Mittelmeer, 2 m                         |
| Höhendifferenz:                         | 48 m                                    |
| Bergstation:                            | Rosch haNikra, 50 m                     |
| Streckenlänge:                          | 102 m                                   |
| Fahrdauer:                              | ca. 2 min                               |
| Anzahl der Gondeln:                     | 2 Stk.                                  |
| Anzahl der Stützen:                     | 2 Stk.                                  |
| Kapazität:                              | 15 Pers./Kabine, 450 Pers./Stunde       |
| Hersteller:                             | Doppelmayr                              |
| Betreiber:                              | Rosh Hanikra Observatory                |
| Website:                                | www.rosh-hanikra.com                    |

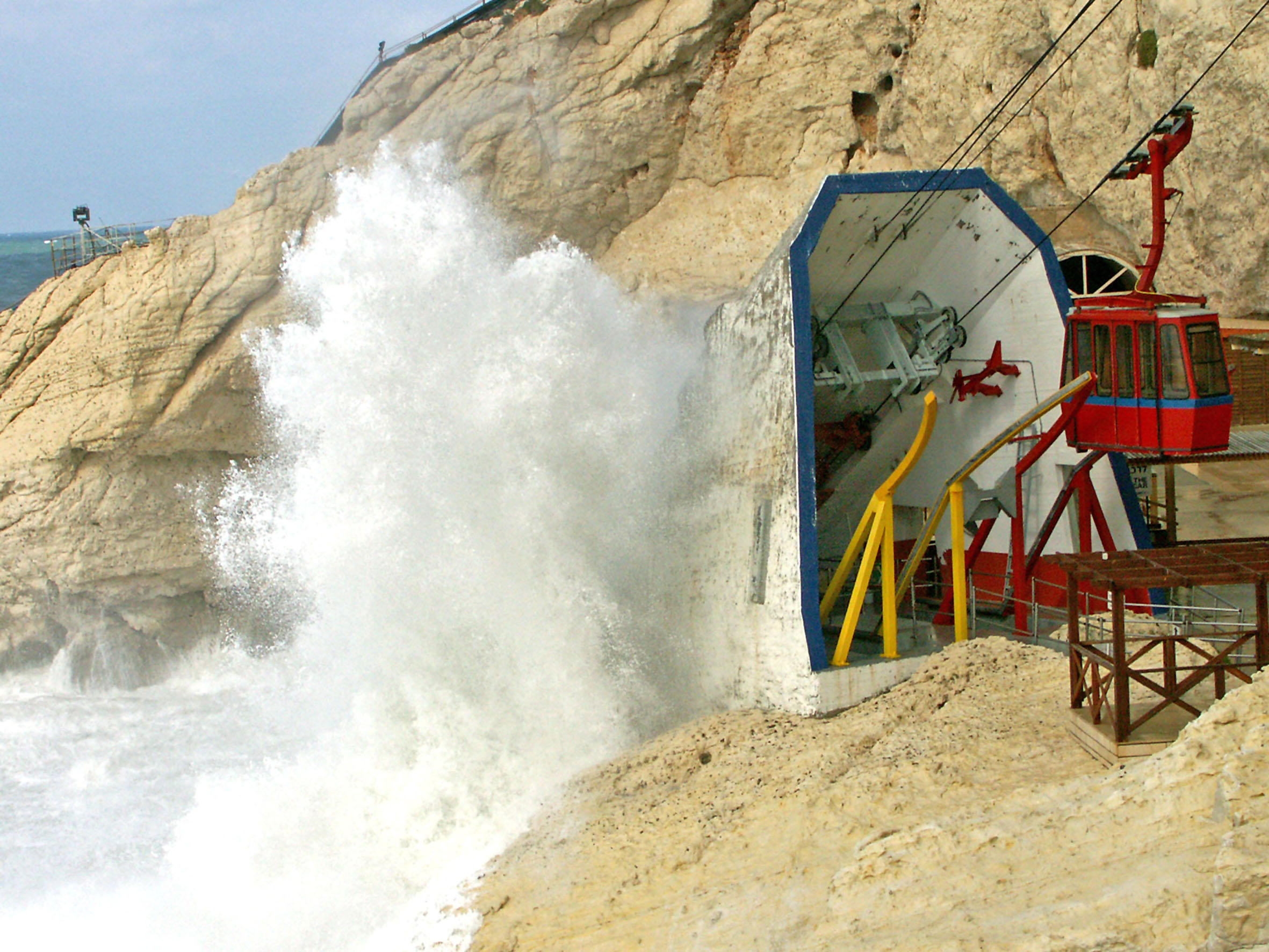
Rosch-haNikra-Talstation

Die Rosch-haNikra-Seilbahn ist eine Luftseilbahn beim Kibbuz Rosch haNikra an der Grenze zwischen Israel und Libanon, die den Zugang zu den gleichnamigen Grotten ermöglicht. Sie ist angeblich die steilste und kürzeste Luftseilbahn der Welt.

## Strecke
Die Eingangsstation der Seilbahn liegt neben einem Parkplatz an der Küstenstraße wenige Meter vor der Grenze und oberhalb der 70 m hohen, steilen, weißen Kalkfelsen. Die 2-minütige Fahrt geht zunächst mit leichtem Gefälle zu einer Seilbahnstütze unmittelbar auf der Kante der Felswand und von dort mit einem Gefälle von 60° steil hinab zu der direkt am Meer knapp über dem Wasser liegenden "Talstation". Diese Station steht in einem Gebäude, das zum Meer hin eine den Felsen ähnliche weiße Wand zum Schutz vor der Gischt der Wellen hat.

## Technik
Die Seilbahn wurde 1987 von Doppelmayr in Zusammenarbeit mit dem Technion Institute in Haifa gebaut, die Kabinen für 15 Personen wurden von Swoboda geliefert. Es handelt sich um eine Einseil-Pendelbahn. Die Kabinen hängen nicht, wie üblich, mit einem Laufwerk an einem Tragseil und werden von einem Zugseil hin- und hergezogen, sondern sind mit je vier festen Klemmen am Förderseil dauerhaft befestigt.
Der Antrieb und die Steuerung der Anlage befinden sich in der Bergstation. In der Talstation sind eine große Umlenkscheibe und die Spanngewichte untergebracht.
Bei sehr stürmischem Wetter muss die Anlage den Betrieb nicht nur wegen der hohen Windgeschwindigkeit, sondern auch zum Schutz der Kabinen vor Wellenbrechern einstellen, was laut Website des Betriebes an zwei bis drei Tagen im Jahr der Fall ist.